# Іноземка (видавництво)
«Іноземка» — російське книжкове видавництво, що спеціалізується на публікації сучасної закордонної прози. Базується у Москві, Росія.

## Історія створення
Засноване у 2000 році за участю журналу «Іноземна література», з яким активно співпрацювало. Серед засновників видавництва — відомий письменник та літературознавець Григорій Чхартішвілі (Борис Акунін).
У листопаді 2006 року Олександр Мамут, власник видавництва «Махаон», придбав 100 % видавничої групи «Іноземка», куди на той момент входили два видавництва («Іноземка» та «Колібрі») та книжковий дистриб'ютор «Лібрі». На цей момент річний оборот «Іноземки» становив, за оцінками експертів, 3—4 млн доларів. «Іноземка», «Колібрі» та " Махаон " об'єдналися у видавничу групу «Аттікус Паблішинг». Головним редактором новоствореної компанії був призначений Сергій Пархоменко, який до цього обіймав посаду директора «Іноземки». Головним редактором «Іноземка» та «Колібрі» стала його дружина Варвара Горностаєва. Пізніше до групи приєдналося пітерське видавництво «Азбука», утворивши видавничу групу « Азбука-Аттікус ».
13 жовтня 2008 Пархоменко через розбіжності з керівництвом групи «Азбука-Аттікус» подав у відставку. Одночасно з ним з посади головного редактора «Іноземки» пішла його дружина Варвара Горностаєва.. Якийсь час головним редактором видавництва була Ольга Морозова. Зараз головний редактор видавництва Вікторія Краснощокова.

## Книжкові серії
Видавництво «Іноземка» підтримує кілька книжкових серій. Найвідоміші з них:
- Ілюмінатор — продовження традицій знаменитої «Бібліотеки журналу „Іноземна література“», що виходила в 1980-х — 1990-х роках, у серії публікуються твори відомих зарубіжних письменників другої половини XX століття. Станом на 1 лютого 2008 року вийшло 86 книг.
- The Best of Іноземка — у серії публікуються найуспішніші книги найвідоміших авторів видавництва (таких як, наприклад, Амелі Нотомб, Фредерік Бегбедер, Джон Ірвінг та ін.).[4] Станом на 1 лютого 2008 року вийшло понад 50 книг.
- Ліки від нудьги — сучасна зарубіжна белетристика (детективи, трилери тощо «легкі» жанри).[4] Упорядник серії — Борис Акунін.[4] Станом на 1 липня 2006 року вийшло понад 100 книг.
- За ілюмінатором — твори молодих зарубіжних авторів. Упорядником серії вважався Ілля Кормільцев, проте восени 2003 року видавництво відмовилося від його послуг. Влітку 2006 року серію було закрито, до цього моменту в ній вийшло 47 книг.